# Friedrich Stephany

Friedrich Stephany

Friedrich Stephany (* 14. März 1830 in Finkenwalde, Kreis Randow; † 30. Januar 1912 in Berlin) war ein deutscher Journalist.

## Leben
Stephany besuchte das Domgymnasium in Stettin und das Köllnische Gymnasium in Berlin und studierte ebenda Philologie und Philosophie. Während seines Studiums wurde er 1853 Mitglied der Berliner Burschenschaft Arminia. Ab 1864 arbeitete er als Redakteur bei der Zeitung Reform, die 1867 ihr Erscheinen einstellte. Danach arbeitete er für die von Johann Jacoby herausgegebene Zeitschrift Zukunft. Seit 1870 arbeitete er bei der Vossischen Zeitung, wo er von 1880 bis 1900 Chefredakteur war. Später redigierte er die Sonntagsbeilage der Vossischen Zeitung. Er war Mitglied der Freisinnigen Partei, des Vereins Berliner Presse, der Gesellschaft für deutsche Literatur und des Deutschen Schriftstellerverbands. Heute ist er vor allem als Briefpartner Theodor Fontanes bekannt.
Zur Charakteristik von Stephanys journalistischer Arbeit bei der Vossischen Zeitung schreibt ein zeitgenössischer Nachruf:
„Stephany sorgte vor allem für eine ängstliche Reinhaltung der deutschen Sprache. Wustmann war sein Prophet, und mit Unerbittlichkeit merzte er jedes „derselbe“ aus, das sich etwa in ein Manuskript verirrt hatte, kam er jedem Fremdwort auf die Sprünge, das sich in die „Vossische Zeitung“ hineinschleichen wollte. Bei ihm gab es keine „Telegramme“, es gab nur „Drahtberichte“ . . . . Dieses Drängen auf ein gutes Deutsch, auf das Vermeiden von Fremdwörtern, schiefen Ausdrücken und sonstigen Sprachschnitzern war bei Stephany nicht ohne Pedanterie; aber man muß ihm trotzdem zum Ruhme nachsagen, daß er an einer Verbesserung des ehemals berüchtigten „Zeitungsdeutsch“ eifrig mitgewirkt hat.“